# Ali Adil Shah I
Ali Adil Shah I est le cinquième sultan de Bijapur. Il règne de 1558 à 1579. 

## Biographie
Au moment de son couronnement, il abandonne le sunnisme et réintroduit les pratiques du chiisme. Il réinstaure les Afāqi (en) et renverse toutes les expériences dogmatiques que son père avait pratiquées. 
Il épouse Chand Bibi et établit des relations diplomatiques avec l'empereur Akbar. 
En 1579, n'ayant pas de fils, il nomme son neveu Ibrahim Adil Shah II (en) pour lui succéder. Assassiné la même année par un Eunuque, il est inhumé à Ali Ka Rouza près de Sakaf Rouza (Bijapur).